# 4e étape du Tour de France 1919
Pour un article plus général, voir Tour de France 1919.
La 4e étape du Tour de France 1919 s'est déroulée le samedi 5 juillet.
Les coureurs relient Brest, dans le Finistère, aux Sables-d'Olonne, en Vendée, au terme d'un parcours de 412 kilomètres.
Le Français Jean Alavoine gagne l'étape, tandis qu'Eugène Christophe ravit la première place du classement général à Henri Pélissier, distancé au cours de l'étape.

## Parcours
Les coureurs prennent le départ de la quatrième étape à Brest. Le parcours, vallonné et long de 412 km traverse ensuite les villes de Landerneau, Châteaulin, Quimper, Quimperlé, Lorient, Auray, Vannes, La Roche-Bernard, Pontchâteau, Nantes, Palluau, Aizenay et La Mothe-Achard avant l'arrivée aux Sables-d'Olonne.

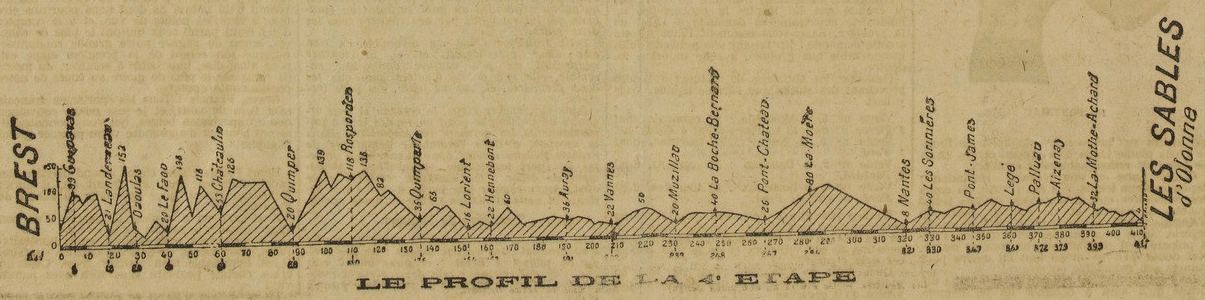
Le profil de la 4e étape paru dans L'Auto le vendredi 4 juillet 1919.

## Déroulement de la course
Après la troisième étape, Henri Pélissier affiche son arrogance en déclarant à son directeur sportif Alphonse Baugé : « je suis un pur sang et mes adversaires sont des chevaux de labour. » Dès lors, ses adversaires décident de s'allier contre lui. Dans la quatrième étape, à la sortie de Quimperlé, celui-ci s'arrête pour retirer son imperméable et resserrer son guidon. Le groupe de tête accélère aussitôt l'allure, sous l'impulsion notamment d'Eugène Christophe. Distancé, Pélissier fait preuve d'une énergie remarquable mais n'est pas en mesure de rejoindre les autres favoris, d'autant plus qu'il est victime d'une crevaison après Nantes. Il s'arrête même dans un village à quelques kilomètres de l'arrivée pour acheter une bouteille de cognac. Eugène Christophe, qui se classe troisième de l'étape, dans le même temps que le vainqueur Jean Alavoine, prend la tête du classement général,.

## Classements

### Classement de l'étape
Vingt coureurs sont classés.
| \| Classement de l'étape \| Classement de l'étape \| Classement de l'étape \| Classement de l'étape \| Classement de l'étape \| \| Coureur \| Coureur \| Pays \| Équipe \| Temps \| \| --------------------- \| --------------------- \| --------------------- \| --------------------- \| --------------------- \| \| 1er \| Jean Alavoine \| France \| Peugeot-Wolber \| 15 h 51 min 45 s \| \| 2e \| Alfred Steux \| Belgique \| La Sportive \| + 0 s \| \| 3e \| Eugène Christophe \| France \| \| + 0 s \| \| 4e \| Émile Masson senior \| Belgique \| La Sportive \| + 0 s \| \| 5e \| Jacques Coomans \| Belgique \| La Sportive \| + 0 s \| \| 6e \| Léon Scieur \| Belgique \| La Sportive \| + 10 min 24 s \| \| 7e \| Firmin Lambot \| Belgique \| La Sportive \| + 13 min 05 s \| \| 8e \| Jules Masselis \| Belgique \| \| + 31 min 19 s \| \| 9e \| Alois Verstraeten \| Belgique \| \| + 31 min 20 s \| \| 10e \| Henri Pélissier \| France \| La Sportive \| + 34 min 52 s \| |                     |          |                |                  |
| |                     |          |                |                  |
| Source : « », sur gallica.bnf.fr. |                     |          |                |                  |
| Classement de l'étape |                     |          |                |                  |
| Coureur | Coureur             | Pays     | Équipe         | Temps            |
| 1er | Jean Alavoine       | France   | Peugeot-Wolber | 15 h 51 min 45 s |
| 2e | Alfred Steux        | Belgique | La Sportive    | + 0 s            |
| 3e | Eugène Christophe   | France   |                | + 0 s            |
| 4e | Émile Masson senior | Belgique | La Sportive    | + 0 s            |
| 5e | Jacques Coomans     | Belgique | La Sportive    | + 0 s            |
| 6e | Léon Scieur         | Belgique | La Sportive    | + 10 min 24 s    |
| 7e | Firmin Lambot       | Belgique | La Sportive    | + 13 min 05 s    |
| 8e | Jules Masselis      | Belgique |                | + 31 min 19 s    |
| 9e | Alois Verstraeten   | Belgique |                | + 31 min 20 s    |
| 10e | Henri Pélissier     | France   | La Sportive    | + 34 min 52 s    |

### Classement général
| \| Classement général \| Classement général \| Classement général \| Classement général \| Classement général \| \| Coureur \| Coureur \| Pays \| Équipe \| Temps \| \| ------------------ \| ------------------- \| ------------------ \| ------------------ \| ------------------ \| \| 1er \| Eugène Christophe \| France \| \| 62 h 33 min 26 s \| \| 2e \| Henri Pélissier \| France \| La Sportive \| + 11 min 42 s \| \| 3e \| Émile Masson senior \| Belgique \| La Sportive \| + 15 min 51 s \| \| 4e \| Firmin Lambot \| Belgique \| La Sportive \| + 49 min 49 s \| \| 5e \| Jean Alavoine \| France \| Peugeot-Wolber \| + 52 min 13 s \| \| 6e \| Alfred Steux \| Belgique \| La Sportive \| + \| \| 7e \| Honoré Barthélémy \| France \| La Sportive \| + \| \| 8e \| Félix Goethals \| France \| \| + \| \| 9e \| Léon Scieur \| Belgique \| La Sportive \| + \| \| 10e \| Jules Masselis \| Belgique \| \| + \| |                     |          |                |                  |
| |                     |          |                |                  |
| Source : « », sur gallica.bnf.fr. |                     |          |                |                  |
| Classement général |                     |          |                |                  |
| Coureur | Coureur             | Pays     | Équipe         | Temps            |
| 1er | Eugène Christophe   | France   |                | 62 h 33 min 26 s |
| 2e | Henri Pélissier     | France   | La Sportive    | + 11 min 42 s    |
| 3e | Émile Masson senior | Belgique | La Sportive    | + 15 min 51 s    |
| 4e | Firmin Lambot       | Belgique | La Sportive    | + 49 min 49 s    |
| 5e | Jean Alavoine       | France   | Peugeot-Wolber | + 52 min 13 s    |
| 6e | Alfred Steux        | Belgique | La Sportive    | +                |
| 7e | Honoré Barthélémy   | France   | La Sportive    | +                |
| 8e | Félix Goethals      | France   |                | +                |
| 9e | Léon Scieur         | Belgique | La Sportive    | +                |
| 10e | Jules Masselis      | Belgique |                | +                |